# Stephanie Eulinberg
Stephanie Eulinberg is een vrouwelijke Afro-Amerikaanse drummer. Eulinberg is vooral bekend geworden met Kid Rock & The Twisted Brown Trucker Band.
Ze groeide op in Cleveland, Verenigde Staten, waar ze speelde als freelancer in verschillende bands. Toen ze op een optreden stond met een pop-coverband in het voorprogramma van Beck raakte ze aan de praat met iemand van die band. Die vertelde dat Kid Rock op het punt stond om een CD op te nemen bij Atlantic Records, maar dat hij nog geen drummer had.
Eulinberg ging op het voorstel in en speelt nu nog steeds voor Kid Rock.

## Discografie
| Releasedatum     | Titel                         | 'Billboard Peak' | Aantal verkocht |
| ---------------- | ----------------------------- | ---------------- | --------------- |
| 28 februari 2006 | Live Trucker                  | 12               | 300.000 +       |
| 11 november 2003 | Kid Rock                      | 8                | 2x Platinum     |
| 20 november 2001 | Cocky                         | 3                | 5 x Platinum    |
| 30 mei 2000      | The History of Rock           | 3                | 3 x Platinum    |
| 18 augustus 1998 | Devil Without a Cause         | 4                | 11 x Platinum   |
| 30 mei 1997      | The Polyfuze Method Revisited |                  | 100.000 +       |
| 9 januari 1996   | Early Morning Stoned Pimp     |                  | 200.000 +       |
| 1 januari 1994   | "Fire It Up ! (EP)"           |                  | 100.000 +       |